# Lista de placas tectónicas

Mapa mostrando a litosfera da Terra dividida nas 15 principais placas tectónicas principais.

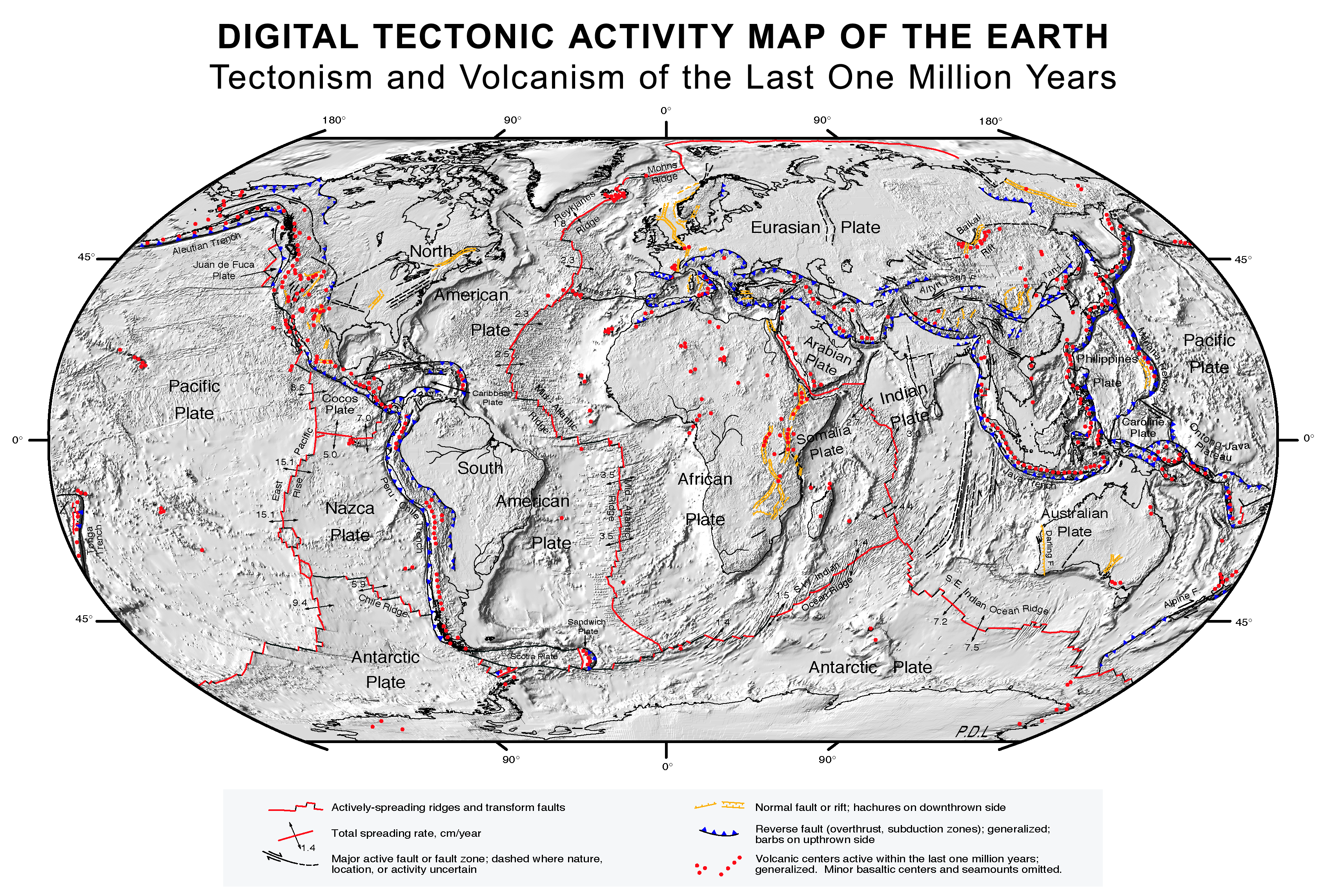
Mapa mostrando as placas tectónicas (NASA).

Esta é uma lista de placas tectónicas reconhecidas na superfície da Terra. As placas tectónicas são porções da crosta terrestre e do manto superior, o conjunto que é designado por litosfera. As placas têm cerca de 100 km de espessura e consistem em dois tipos principais de material: (1) crosta oceânica (também designada por sima, de composição dominada por silício e magnésio); e (2) crosta continental (sial, de silício e alumínio). A composição dos dois tipos de crosta difere marcadamente, com a crosta oceânica a ser composta por rochas máficas basálticas, enquanto a crosta continental consiste principalmente de rochas félsicas graníticas de densidade mais reduzida.

## Placas atuais

Mapa mostrando as principais placas tecténicas da Terra e seus limites.

Existe um razoável consenso entre os geólogos sobre o número e configuração das principais plcas tectónicas presentemente existentes. As listas que se seguem apresentam as placas tectónicas que são rgeralmente reconhecidas atualmente na superfície da Terra com limites aproximadamente definíveis. É frequente subdividir as placas tectónicas em três categorias, razoavelmente arbitrárias: (1) placas principais (por vezes maiores ou primárias): (2) placas secundárias (ou menores); e (3) microplacas (ou placas terciárias).

### Placas principais
Estas placas primárias constituem a maior parte dos continentes e do Oceano Pacífico. Para elaboração da presente lista, considerou-se como «principal» qualquer placa que tenha uma área superiora a 20 000 000 km2.
- Placa Africana (também designada por Placa Núbia ou Placa Nubiana) — Uma grande placa tectónica subjacente à porção da África situada a oeste do rifte da África Oriental – 61 300 000 km2
- Placa Antártica — Grande placa tectónica contendo a Antártida e o fundo oceânico circundante – 60 900 000 km2
- Placa da Eurásia — Placa tectónica que inclui a maior parte do continente da Eurásia – 67 800 000 km2
- Placa Indo-australiana — Uma grande placa tectónica formada pela fusão das placas Indiana e Australiana (às vezes ainda consideradas duas placas tectónicas separadas) - 58 900 000 km2
- Placa Australiana — Grande placa tectónica, originalmente uma parte do antigo supercontinente Gondwana – 47 000 000 km2
- Placa Indiana — Uma placa tectónica menor que se separou do supercontinente Gondwana – 11 900 000 km2
- Placa Norte-Americana — Grande placa tectónica que inclui a maior parte da América do Norte, Gronelândia e parte da Sibéria (embora seja frequente considerar a existência separada de uma Placa da Gronelândia) – 75 900 000 km2
- Placa do Pacífico — Placa tectónica oceânica situada sob o Oceano Pacífico – 103 300 000 km2
- Placa Sul-Americana — Grande placa tectónica que inclui a maior parte da América do Sul e grande parte do Atlântico Sul – 43. 600 000 km2

### Placas secundárias
As placas secundárias (ou menores) geralmente não são apresentads nos mapas de placas principais, pois a maioria não compreende uma área significativa. Para efeitos desta lista, é considerada uma placa menor qualquer placa com uma área inferior a 20 000 000 km2 mas superior a 1 000 000 km2.
- Placa do Amur — Uma placa tectónica menor situada no leste da Ásia (na região da bacia do rio Amur) – 530 300 km2
- Placa Arábica — Placa tectónica menor – 5 000 000 km2;
- Placa da Birmânia — Placa tectónica menor no sudeste da Ásia – 1 100 000 km2;
- Placa das Caraíbas — Uma placa tectónica predominantemente oceânica, incluindo parte da América Central e do Mar do Caribe – 3 300 000 km2;
- Placa das Carolinas — Placa tectónica oceânica menor ao norte da Nova Guiné – 1 700 000 km2;
- Placa de Cocos — Placa tectónica oceânica jovem abaixo do Oceano Pacífico, na costa oeste da América Central – 2 900 000 km2;
- Placa Indiana — Uma placa tectónica menor que se separou de Gondwana – 11 900 000 km2;
- Placa de Nazca — Placa tectónica oceânica na bacia oriental do Oceano Pacífico – 15 000 000 km2;[2]
- Placa das Novas Hébridas — Placa tectónica menor no Oceano Pacífico perto de Vanuatu – 1 100 000 km2;
- Placa de Okhotsk — Placa tectónica menor no leste Ásia, correspondente grosso modo ao mar de Okhotsk e península da Kamchatka -
- Placa do Mar das Filipinas — Placa tectónica oceânica a leste das Filipinas – 5 500 000 km2;
- Placa Scotia — Placa tectónica oceânica menor situada entre as placas sul-americana e antártica – 1 600 000 km2;
- Placa da Somália — Placa tectónica menor, incluindo a costa leste da África e o fundo do mar adjacente – 16 700 000 km2;
- Placa do Mar de Sonda — Placa tectónica situada no Sueste Asiático, sob o Mar de Sonda e ilhas que lhe são próximas –
- Placa do Yangtze — Pequena placa tectónica que corresponde a maior parte do sul da China, centrada na bacia do rio Yangtze – .

### Microplacas
Estas pequenas placas são frequentemente agrupadas como parte de uma placa principal adjacente. Para efeitos desta lista, uma microplaca é qualquer placa com uma área inferior a 1 milhão de km2. Alguns modelos identificam mais placas menores dentro dos atuais orógenos (eventos que levam a uma grande deformação estrutural da litosfera da Terra) como as placas Apuliana, Explorer, Gorda e o cinturão móvel das Filipinas. Novos resultados da investigação científica podem mudar o consenso científico sobre se uma qualquer desas pequenas placas deve ser considerada parte distinta da litosfera terrestre. As microplcas são apresentadas agrupadas em função da placa principal a que estão anexas.
- Placa Africana
  - Placa Adriática – também conhecida como placa da Apúlia ou plca Apuliana, é uma pequena placa situada no Mediterrâneo Central, junto à Apúlia (Itália);
  - Placa de Lwandle – uma microplaca maioritariamente oceânica situada ao largo da costa sueste da África;
  - Placa do Rovuma – uma das três microplacas que contribuem para a Placa da Núbia e a Placa da Somália;
  - Microplaca Victoria – situada na região dos Grandes Lagos Africanos.
- Placa Antárctica
  - Placa Antártica Oriental – [7]
  - Planalto de Kerguelen – plataforma elevada nos fundos marinhos do Oceano Índico Sul;
  - Placa das Shetland – microplaca situada ao largo da extremidade da Península Antártica;
  - Placa do Antártico Ocidental.
- Placa Australiana
  - Placa de Capricórnio – Placa menor proposta sob o Oceano Índico;
  - Placa de Futuna – Placa muito pequena perto da ilha de Futuna, no Pacífico Sul;
  - Placa de Kermadec – Placa longa e estreita a oeste da Fossa de Kermadec;
  - Placa de Maoke – Pequena placa a oeste da Nova Guiné;
  - Placa Niuafo'ou – Pequena placa a oeste de Tonga;
  - Placa de Tonga – Pequena placa no sudoeste do Oceano Pacífico;
  - Placa de Woodlark – Pequena placa localizada na metade oriental da ilha da Nova Guiné
- Placa das Caraíbas
  - Microplaca de Gonâve – Parte da fronteira entre a Placa Norte-Americana e a Placa das Caraíbas – ;
  - Microplaca do norte da Hispaniola – ;
  - Placa do Panamá – Pequena placa na América Central (região do Panamá) – ;
  - Microplaca Porto Rico-Ilhas Virgens – ;
  - Microplaca do Sul da Jamaica –
- Placa de Cocos
  - Placa de Rivera – Pequena placa na costa ocidental do México.
- Placa Euroasiática
  - Placa do Mar Egeu (ou Placa Helénica) – Uma pequena placa na região do Egeu, no leste do Mar Mediterrâneo;
  - Microplaca dos Açores – Microplaca triangular sobre o ponto triplo dos Açores (Atlântico Norte);[8][9]
  - Placa da Anatólia – Placa continental que compreende a maior parte da península da Anatólia (Ásia Menor);
  - Placa do Mar de Banda – Pequena placa subjacente ao Mar de Banda, no sudeste da Ásia;
  - Placa Ibérica – Pequena placa agora parte da placa da Eurásia;
  - Placa iraniana – Pequena placa que inclui o território do Irão, Afeganistão e parte do Iraque;
  - Placa do Mar das Molucas – Pequena placa totalmente subductada perto da Indonésia;
  - Placa de Halmahera – Pequena placa no Mar das Molucas;
  - Placa de Sangihe – Microplaca no leste da Indonésia;
  - Placa de Okinawa – Placa menor situada entre o extremo norte de Taiwan e a ponta sul de Kyūshū;
  - Placa de Pelso – Pequena placa situada na bacia da Panónia, na Europa Central;
  - Placa de Timor – Microplaca situada no sudeste da Ásia, compreendendo a ilha de Timor e ilhas vizinhas;
  - Placa de Tisza – Microplaca situada na atual Europa.
- Placa de Nazca
  - Placa de Coiba – Uma pequena placa situada ao largo da costa sul do Panamá e noroeste da Colômbia;
  - Placa de Malpelo – Uma pequena placa situada ao largo da costa oeste do Equador e da Colômbia.
- Placa Norte-Americana
  - Placa Explorer –  Placa oceânica no fundo do Oceano Pacífico, na costa oeste da ilha de Vancouver, Canadá;
  - Placa de Gorda – Um dos remanescentes do norte da Placa de Farallon;
  - Placa da Gronelândia – Suposta placa contendo o cratão da Gronelândia;
  - Subplaca das Ilhas Rainha Elizabeth – Pequena placa contendo as ilhas Rainha Elizabeth, no norte do Canadá.
- Placa do Pacífico
  - Placa do recife de Balmoral – Pequena placa no Pacífico Sul, ao norte de Fiji;
  - Placa Bird's Head – Pequena placa na Nova Guiné;
  - Placa do recife Conway – Pequena placa no Pacífico Sul, a oeste de Fiji;
  - Microplaca da ilha de Páscoa – Placa muito pequena, situada a oeste da ilha de Páscoa;
  - Microplaca dos Galápagos – Placa muito pequena situada na junção tripla de Galápagos;
  - Placa Juan de Fuca – Placa no leste do Pacífico Norte – 250 000 km2;
  - Placa Juan Fernández – Placa muito pequena, situada no sul do Oceano Pacífico;
  - Placa de Kula – Antiga placa oceânica;
  - Placa de Manus – Pequena placa, situada a nordeste da Nova Guiné;
  - Plca do Norte de Bismarck – Pequena placa situada no Mar de Bismarck, ao norte da Nova Guiné;
  - Microplaca do Norte dos Galápagos – Pequena placa situada na costa oeste da América do Sul, ao norte das Ilhas Galápagos;
  - Placa do Mar de Salomão – Placa menor situada perto do arquipélago das Ilhas Salomão, no Oceano Pacífico;
  - Placa do Sul de Bismarck – Pequena placa situada no sul do Mar de Bismarck.
- Placa do Mar das Filipinas
  - Placa das Marianas – Pequena placa situada a oeste da Fossa das Marianas;
  - Cinturão móvel das Filipinas, também conhecido como Microplaca das Filipinas – fronteira tectónica no Mar das Filipinas.
- Placa Scotia
  - Placa das Sandwich do Sul – Placa menor situada no bordo sul da Placa Sul-Americana.
- Placa Somali
  - Placa de Madagáscar – Placa anteriormente parte do supercontinente Gondwana;
  - Microcontinente das Seychelles – Um microcontinente subjacente às Ilhas Seychelles, no oeste do Oceano Índico.
- Placa Sul-Americana
  - Placa do Altiplano;
  - Microplaca das Falklands;
  - Placa do Norte dos Andes – Pequena placa no norte dos Andes (principalmente na Colômbia, mas com partes menores no Equador e na Venezuela);
    - Terreno do Caribe – Província geológica da Colômbia (Região do Caribe Oriental);
    - Terreno de Chibcha – Região andina;
    - Terreno de Tahamí – Região andina central.

## Antigas formações continentais
Na história da Terra, muitas placas tectónicas surgiram e, ao longo das épocas geológia foram-se fundindo com outras placas para formar placas maiores, ou, pelo contrário, dividiram-se em placas menores ou foram esmagadas ou subduzidas sob outras placas.

### Antigos supercontinentes
- Supercontinente – massa de terra compreendendo mais de um núcleo continental, ou cratão.
- Ciclo dos supercontinentes - ciclo de agregação e dispersão, quase periódico, da crosta continental da Terra.

A lista seguinte inclui os supercontinentes conhecidos ou especulados como tendo existido no passado da Terra:
- Columbia - supercontinente que terá existido aproximadamente 2500 a 1500 milhões de anos atrás;
- Euramérica - massa de terra do hemisfério norte que fazia parte do supercontinente Pangea;
- Gondwana - massa de terra das eras neoproterozóica a cretácea;
- Kenorland - hipotético supercontinente neoarqueano que terá existido há cerca de 2,8 mil milhões de anos;
- Laurásia - massa de terra do hemisfério norte que fazia parte do supercontinente Pangea;
- Nena - supercontinente do Proterozóico Inferior;
- Pangea - supercontinente que terá existido do final do Paleozóico ao início do Mesozóico;
- Pannotia - hipotético supercontinente do Neoproterozóico que terá existido no final do Pré-Cambriano;
- Proto-Laurásia - massa de terra do hemisfério norte que fazia parte do supercontinente Pangea;
- Rodínia - hipotético supercontinente neoproterozóico;
- Ur - supercontinente arqueano que se postula ter existido há cerca de 3,1 mil milhões de anos;
- Vaalbara - supercontinente arqueano que poderá ter existido há cerca de 3,6 a 2,7 mil milhões de anos.

### Antigas placas e cratões
Nem todos os limites das placas são facilmente definidos, especialmente quando envolvem fragmentos antigos de crosta. A seguinte lista de antigos cratões, microplacas, placas tectónicas, escudos geológicos, territórios geológicos e zonas não existem mais como placas separadas. Os cratões são as partes mais antigas e estáveis da litosfera continental e os escudos as áreas expostas de um cratão. As microplacas são minúsculas placas tectónicas, os terrenos são fragmentos de material crustal formado numa placa tectónica e agregados à crosta situada noutra placa, e as zonas são faixas de rochas semelhantes numa placa formada por acreção de terrenos ou por formação rochosa nativa. Os terrenos podem ou não ter se originado como microplacas independentes: um terreno pode não conter toda a espessura da litosfera.